# Masters de Augusta
El Masters, más comúnmente conocido como Masters de Augusta, es uno de los cuatro torneos más importantes —conocidos como majors (en español: Torneos grandes)— en el calendario masculino de golf y el primero que se celebra cada año desde 1934. La ronda final del torneo suele celebrarse el segundo domingo de abril.
Conocido como el Augusta National Invitational durante sus primeras cinco ediciones, a diferencia del resto de majors, el Masters tiene una sede fija, el Augusta National Golf Club, un club de golf privado situado en Augusta, Georgia, Estados Unidos. Los precursores del torneo fueron los jugadores Clifford Roberts y Bobby Jones, quienes diseñaron el campo junto al legendario diseñador de recorridos Alister MacKenzie.
De manera similar al resto de majors, ganar el Masters otorga al golfista que lo consigue ciertos privilegios: ser invitado automáticamente a jugar los otros tres majors durante los siguientes cinco años y consigue una invitación de por vida para jugar el Masters. También entra a formar parte del PGA Tour y recibe invitación para jugar el torneo The Players durante los siguientes cinco años; sin embargo, al ser un torneo major también es parte del calendario del European Tour aunque sin invitación al The Players, en caso de que un jugador de este circuito gane el torneo de Augusta. El año 2021, el presupuesto para premios fue de 11,5 millones de dólares.
El premio más significativo del torneo, sin embargo, es la codiciada chaqueta verde que lo identifica como socio del club. Además de este premio, el ganador del torneo recibe una Medalla de Oro y su nombre es grabado en el Trofeo de los Maestros. Este trofeo, que representa la sede del club, fue entregado por primera vez en 1961 y permanece en el club. Desde 1993, se entrega una réplica del trofeo al ganador como reconocimiento. Por su parte, el finalista recibe una medalla de plata, y desde 1978, una bandeja de plata.
El último golfista en ganar el torneo ha sido el norirlandés Rory McIlroy, quién se proclamó vencedor de la LXXXIX edición en 2025, logrando su primer Masters y completando el Grand Slam.

## Historia

### Augusta National Golf Club

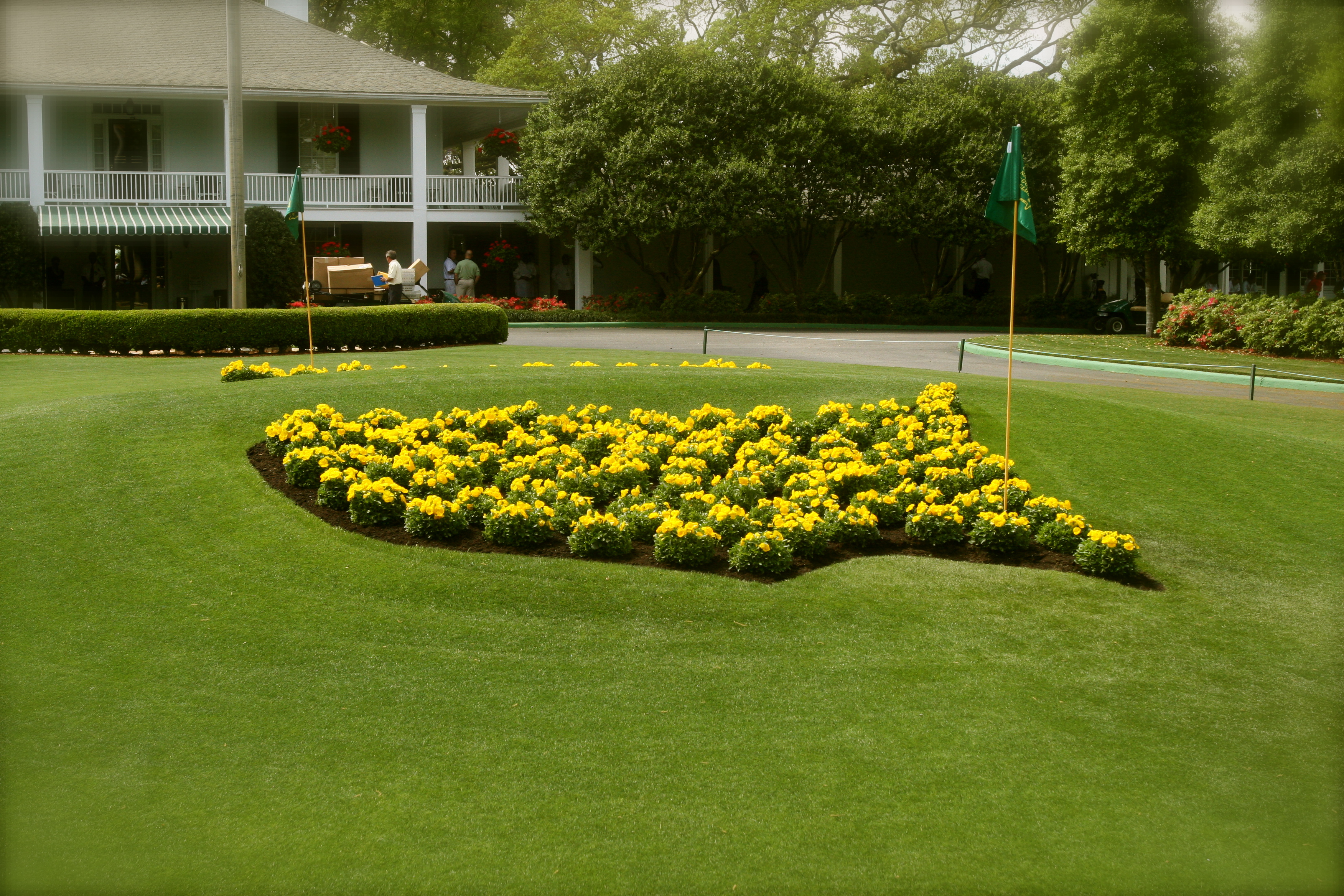
Entrada al Augusta National Golf Club.

El origen del Augusta National Golf Club fue gracias al deseo del reconocido golfista Bobby Jones, quien quería construir un campo de golf para después de su retiro en activo. Tras recibir los consejos de Clifford Roberts —quien años después se convirtió en uno de los presidentes del club—, encontraron un espacio de terreno en Augusta, Georgia, que el jugador encontró perfecto para su localización:

“Perfect!  And to think this ground has been lying here all these years waiting for someone to come along and lay a golf course upon it.”
“¡Perfecto! Y pensar que este terreno ha estado aquí todos estos años esperando a que alguien lo encontrase y asentase un campo de golf sobre él.”
Bobby Jones. Augusta, 1931.

Las tierras fueron una plantación de índigo a principios del siglo XIX y un vivero de plantas desde 1857. Jones contrató a Alister MacKenzie para ayudarle en el diseño del campo, cuyas labores comenzaron en 1931.
Fue finalmente inaugurado y abierto al público en el mes de enero de 1933, pero por desgracia MacKenzie falleció un año después, apenas un par de meses antes de que el primer torneo fuese disputado.

### Los primeros torneos
El primer campeonato del club, denominado como Augusta National Invitational Tournament comenzó el 22 de marzo bajo un recorrido de 6700 yardas (6126,5 m) y 18 hoyos con par 72, y en el que tomaron parte el mismo número de participantes. Tras la disputa de cuatro jornadas Horton Smith se convirtió en el primer vencedor del torneo tras finalizar con un registro de 284 golpes, cuatro bajo par. En esta primera edición, el recorrido era inverso al actual, esto es, siendo los hoyos del 10 al 18 los primeros en jugarse, circunstancia que se adoptó en 1935. Cabe destacar que el cofundador Bobby Jones finalizó en decimotercer lugar con 294 golpes, seis por encima del par del campo y diez por detrás del primer clasificado.
La denominación varió a la de The Masters Tournament en la edición de 1939, algo que perduró desde entonces al igual que la nueva disposición del recorrido establecida en 1935. Por otra parte, los miembros del club se establecieron entre los asociados más cercanos de Jones. El jugador local, había pedido a la United States Golf Association (USGA) la posibilidad de albergar el U. S. Open en Augusta pero el estamento negó la petición señalando que los veranos calurosos de Georgia crearían difíciles condiciones de juego por lo que decidieron organizar su propio y exclusivo torneo.

## Sistema del campeonato

### Participantes y formato de juego
El Masters de Augusta sigue el formato de juego típico Stroke Play, es decir, un recorrido de 72 golpes en 18 hoyos a realizar cuatro veces a lo largo de cuatro jornadas. El torneo se rige por las normas dictadas por la "Asociación de Golf de los Estados Unidos" y por normas propias dictadas por el comité encargado de su organización.
Debido a que este evento tiene un campo relativamente más pequeño que el resto de los torneos, los grupos se forman con tres jugadores durante los primeros 36 hoyos (las dos primeras jornadas; normalmente, jueves y viernes). Después de que todos los jugadores hayan jugado estos hoyos, se procede a hacer un corte, es decir, se elimina a los jugadores que hayan hecho más de un número determinado de golpes. Los jugadores que "pasan el corte" se eligen al menos por uno de los siguientes criterios:
1. Los 50 jugadores con menor número de golpes (se incluyen aquellos jugadores que se encuentren empatados con el jugador que tenga el peor resultado de los 50).
2. Aquellos que no hayan realizado 10 golpes más que el mejor resultado, es decir, los que no hayan hecho 10 golpes más que el líder.

### Reconocimientos al vencedor

#### La chaqueta verde
Además del premio en metálico, el ganador del torneo recibe la chaqueta verde, símbolo distintivo del torneo. Este premio se otorga desde 1949 y es muy apreciado entre los profesionales del golf. Esta chaqueta es, de hecho, el símbolo del club y lo usan habitualmente sus socios en el campo. Los ganadores guardan la chaqueta durante el año después de su victoria, y la devuelven al club en la siguiente edición del torneo. La tradición comenzó en 1949, año en el que Sam Snead ganó el torneo. Solamente el vencedor de cada edición puede sacar la chaqueta del club de golf, tras lo cual debe devolverla al club. La única excepción a esta tradición ocurrió en 1962, cuando Gary Player, ganador de la edición anterior, no devolvió la chaqueta, a pesar de la insistencia del club en que lo hiciera.
La tradición también dicta que el vencedor de la edición anterior imponga la chaqueta al ganador de la edición en curso. En 1966, Jack Nicklaus se convirtió en el primer jugador en ganar el torneo en años consecutivos, por lo que él mismo se vistió la chaqueta. Cuando Nick Faldo (en 1990) y Tiger Woods (en 2002) ganaron el torneo también consecutivamente, fue el presidente del Augusta National Golf Club quien les impuso la chaqueta. En 2017 ganó el español Sergio García, que presentó una tarjeta de -9 en las 4 jornadas de competición, y tras un desempate con Justin Rose. El actual campeón es el norirlandés Rory McIlroy.

#### Premios y repercusión
La bolsa de premios para el ganador asciende a $4,200,000 en 2025.

## Historial
Para un mejor detalle de los campeones véase Vencedores del Masters de Augusta
A lo largo de la historia del torneo, un total de cincuenta y seis jugadores distintos han conseguido proclamarse vencedores. Entre ellos, los estadounidenses son los que más torneos han conquistado con sesenta y cuatro títulos, repartidos entre treinta y nueve jugadores, por delante de los seis logrados por españoles y los cinco logrados por sudafricanos.
Únicamente Jack Nicklaus, Nick Faldo y Tiger Woods han conseguido vencer el torneo en dos ediciones consecutivas.
| Año                                      | Campeón                                    | Resultado                                  | Play-off                                   | Notas                                                                |
| Augusta National Invitational Tournament | Augusta National Invitational Tournament   | Augusta National Invitational Tournament   | Augusta National Invitational Tournament   | Augusta National Invitational Tournament                             |
| ---------------------------------------- | ------------------------------------------ | ------------------------------------------ | ------------------------------------------ | -------------------------------------------------------------------- |
| 1934                                     | Horton Smith                               | 284 (-4)                                   |                                            |                                                                      |
| 1935                                     | Gene Sarazen                               | 282 (-6)                                   | Craig Wood (36 hoyos)                      | Primer play-off por el título y único jugado a 36 hoyos              |
| 1936                                     | Horton Smith                               | 285 (-3)                                   |                                            |                                                                      |
| 1937                                     | Byron Nelson                               | 283 (-5)                                   |                                            |                                                                      |
| 1938                                     | Lander G.                                  | 285 (-3)                                   |                                            |                                                                      |
| The Masters Tournament                   |                                            |                                            |                                            |                                                                      |
| 1939                                     | Ralph Guldahl                              | 279 (-9)                                   |                                            |                                                                      |
| 1940                                     | Jimmy Demaret                              | 280 (-8)                                   |                                            |                                                                      |
| 1941                                     | Craig Wood                                 | 280 (-8)                                   |                                            |                                                                      |
| 1942                                     | Byron Nelson                               | 280 (-8)                                   | Ben Hogan (18 hoyos)                       | Establecimiento de play-off a 18 hoyos                               |
| 1943                                     | No disputado por la Segunda Guerra Mundial | No disputado por la Segunda Guerra Mundial | No disputado por la Segunda Guerra Mundial |                                                                      |
| 1944                                     | No disputado por la Segunda Guerra Mundial | No disputado por la Segunda Guerra Mundial | No disputado por la Segunda Guerra Mundial |                                                                      |
| 1945                                     | No disputado por la Segunda Guerra Mundial | No disputado por la Segunda Guerra Mundial | No disputado por la Segunda Guerra Mundial |                                                                      |
| 1946                                     | Herman Keiser                              | 282 (-6)                                   |                                            |                                                                      |
| 1947                                     | Jimmy Demaret                              | 281 (-7)                                   |                                            |                                                                      |
| 1948                                     | Claude Harmon                              | 279 (-9)                                   |                                            |                                                                      |
| 1949                                     | Sam Snead                                  | 282 (-6)                                   |                                            |                                                                      |
| 1950                                     | Jimmy Demaret                              | 283 (-5)                                   |                                            |                                                                      |
| 1951                                     | Ben Hogan                                  | 280 (-8)                                   |                                            |                                                                      |
| 1952                                     | Sam Snead                                  | 286 (-2)                                   |                                            |                                                                      |
| 1953                                     | Ben Hogan                                  | 274 (-14)                                  |                                            |                                                                      |
| 1954                                     | Sam Snead                                  | 289 (+1)                                   | Ben Hogan (18 hoyos)                       | Peor resultado de un campeón y primer campeón sobre par del campo    |
| 1955                                     | Cary Middlecoff                            | 279 (-9)                                   |                                            |                                                                      |
| 1956                                     | Jack Burke Jr.                             | 289 (+1)                                   |                                            | Peor resultado de un campeón igualado                                |
| 1957                                     | Doug Ford                                  | 283 (-5)                                   |                                            |                                                                      |
| 1958                                     | Arnold Palmer                              | 284 (-4)                                   |                                            |                                                                      |
| 1959                                     | Art Wall, Jr.                              | 284 (-4)                                   |                                            |                                                                      |
| 1960                                     | Arnold Palmer                              | 282 (-6)                                   |                                            |                                                                      |
| 1961                                     | Gary Player                                | 280 (-8)                                   |                                            | Primer campeón internacional (no estadounidense) y africano          |
| 1962                                     | Arnold Palmer                              | 280 (-8)                                   | Gary Player / Dow Finsterwald (18 hoyos)   |                                                                      |
| 1963                                     | Jack Nicklaus                              | 286 (-2)                                   |                                            |                                                                      |
| 1964                                     | Arnold Palmer                              | 276 (-12)                                  |                                            |                                                                      |
| 1965                                     | Jack Nicklaus                              | 271 (-17)                                  |                                            |                                                                      |
| 1966                                     | Jack Nicklaus                              | 288 (E)                                    | Tommy Jacobs / Gay Brewer (18 hoyos)       | Mejor racha de campeonatos y primer y único campeón al par del campo |
| 1967                                     | Gay Brewer                                 | 280 (-8)                                   |                                            |                                                                      |
| 1968                                     | Bob Goalby                                 | 277 (-11)                                  |                                            |                                                                      |
| 1969                                     | George Archer                              | 281 (-7)                                   |                                            |                                                                      |
| 1970                                     | Billy Casper                               | 279 (-9)                                   | Gene Littler (18 hoyos)                    |                                                                      |
| 1971                                     | Charles Coody                              | 279 (-9)                                   |                                            |                                                                      |
| 1972                                     | Jack Nicklaus                              | 286 (-2)                                   |                                            |                                                                      |
| 1973                                     | Tommy Aaron                                | 283 (-5)                                   |                                            |                                                                      |
| 1974                                     | Gary Player                                | 278 (-10)                                  |                                            |                                                                      |
| 1975                                     | Jack Nicklaus                              | 276 (-12)                                  |                                            |                                                                      |
| 1976                                     | Raymond Floyd                              | 271 (-17)                                  |                                            |                                                                      |
| 1977                                     | Tom Watson                                 | 276 (-12)                                  |                                            |                                                                      |
| 1978                                     | Gary Player                                | 277 (-11)                                  |                                            |                                                                      |
| 1979                                     | Fuzzy Zoeller                              | 280 (-8)                                   | Ed Sneed / Tom Watson (2.º hoyo)           | Establecimiento de play-off al hoyo                                  |
| 1980                                     | Seve Ballesteros                           | 275 (-13)                                  |                                            | Primer campeón europeo                                               |
| 1981                                     | Tom Watson                                 | 280 (-8)                                   |                                            |                                                                      |
| 1982                                     | Craig Stadler                              | 284 (-4)                                   | Dan Pohl (1.er hoyo)                       |                                                                      |
| 1983                                     | Seve Ballesteros                           | 280 (-8)                                   |                                            |                                                                      |
| 1984                                     | Ben Crenshaw                               | 277 (-11)                                  |                                            |                                                                      |
| 1985                                     | Bernhard Langer                            | 282 (-6)                                   |                                            |                                                                      |
| 1986                                     | Jack Nicklaus                              | 279 (-9)                                   |                                            | Récord de campeonatos y campeón más veterano                         |
| 1987                                     | Larry Mize                                 | 285 (-3)                                   | Greg Norman / Seve Ballesteros (2.º hoyo)  |                                                                      |
| 1988                                     | Sandy Lyle                                 | 281 (-7)                                   |                                            | Primer campeón británico                                             |
| 1989                                     | Nick Faldo                                 | 283 (-5)                                   | Scott Hoch (2.º hoyo)                      |                                                                      |
| 1990                                     | Nick Faldo                                 | 278 (-10)                                  | Raymond Floyd (2.º hoyo)                   | Mejor racha de campeonatos igualada                                  |
| 1991                                     | Ian Woosnam                                | 277 (-11)                                  |                                            |                                                                      |
| 1992                                     | Fred Couples                               | 275 (-13)                                  |                                            |                                                                      |
| 1993                                     | Bernhard Langer                            | 277 (-11)                                  |                                            |                                                                      |
| 1994                                     | José María Olazábal                        | 279 (-9)                                   |                                            |                                                                      |
| 1995                                     | Ben Crenshaw                               | 274 (-14)                                  |                                            |                                                                      |
| 1996                                     | Nick Faldo                                 | 276 (-12)                                  |                                            |                                                                      |
| 1997                                     | Tiger Woods                                | 270 (-18)                                  |                                            | Vencedor más joven y con mayor ventaja respecto al segundo           |
| 1998                                     | Mark O'Meara                               | 279 (-9)                                   |                                            |                                                                      |
| 1999                                     | José María Olazábal                        | 280 (-8)                                   |                                            |                                                                      |
| 2000                                     | Vijay Singh                                | 278 (-10)                                  |                                            | Primer campeón oceánico                                              |
| 2001                                     | Tiger Woods                                | 272 (-16)                                  |                                            |                                                                      |
| 2002                                     | Tiger Woods                                | 276 (-12)                                  |                                            | Mejor racha de campeonatos igualada                                  |
| 2003                                     | Mike Weir                                  | 281 (-7)                                   | Len Mattiace (1.er hoyo)                   |                                                                      |
| 2004                                     | Phil Mickelson                             | 279 (-9)                                   |                                            |                                                                      |
| 2005                                     | Tiger Woods                                | 276 (-12)                                  | Chris DiMarco (1.er hoyo)                  |                                                                      |
| 2006                                     | Phil Mickelson                             | 281 (-7)                                   |                                            |                                                                      |
| 2007                                     | Zach Johnson                               | 289 (+1)                                   |                                            | Peor resultado de un campeón igualado                                |
| 2008                                     | Trevor Immelman                            | 280 (-8)                                   |                                            |                                                                      |
| 2009                                     | Ángel Cabrera                              | 276 (-12)                                  | Kenny Perry / Chad Campbell (2.º hoyo)     | Última participación y récord de presencias de Gary Player           |
| 2010                                     | Phil Mickelson                             | 272 (-16)                                  |                                            |                                                                      |
| 2011                                     | Charl Schwartzel                           | 274 (-14)                                  |                                            |                                                                      |
| 2012                                     | Bubba Watson                               | 278 (-10)                                  | Louis Oosthuizen (2.º hoyo)                |                                                                      |
| 2013                                     | Adam Scott                                 | 279 (-9)                                   | Ángel Cabrera (2.º hoyo)                   |                                                                      |
| 2014                                     | Bubba Watson                               | 280 (-8)                                   |                                            |                                                                      |
| 2015                                     | Jordan Spieth                              | 270 (-18)                                  |                                            |                                                                      |
| 2016                                     | Danny Willett                              | 283 (-5)                                   |                                            |                                                                      |
| 2017                                     | Sergio García                              | 279 (-9)                                   | Justin Rose (1.er hoyo)                    |                                                                      |
| 2018                                     | Patrick Reed                               | 273 (-15)                                  |                                            |                                                                      |
| 2019                                     | Tiger Woods                                | 275 (-13)                                  |                                            |                                                                      |
| 2020                                     | Dustin Johnson                             | 268 (-20)                                  |                                            | Mejor resultado de un campeón                                        |
| 2021                                     | Hideki Matsuyama                           | 278 (-10)                                  |                                            |                                                                      |
| 2022                                     | Scottie Scheffler                          | 278 (-10)                                  |                                            |                                                                      |
| 2023                                     | Jon Rahm                                   | 276 (-12)                                  |                                            |                                                                      |
| 2024                                     | Scottie Scheffler                          | 277 (-11)                                  |                                            |                                                                      |
| 2025                                     | Rory McIlroy                               | 276 (-12)                                  | Justin Rose (1.er hoyo)                    |                                                                      |

### Palmarés
Únicamente 18 jugadores entre los participantes históricos del torneo han conseguido proclamarse vencedores en más de una ocasión. Entre ellos, los estadounidenses son los que más veces han conseguido repetir título con trece jugadores para 38 torneos, por delante de los dos que aporta España al palmarés. Entre ellos, seis pertenecen a Jack Nicklaus, quien lidera el palmarés individual.
A continuación se listan únicamente los jugadores que consiguieron conquistar al menos dos títulos, como múltiples ganadores del torneo.
| Jugador             | Títulos | Subcampeonatos | Años campeonatos                   | Años subcampeonatos    |
| ------------------- | ------- | -------------- | ---------------------------------- | ---------------------- |
| Jack Nicklaus       | 6       | 4              | 1963, 1965, 1966, 1972, 1975, 1986 | 1964, 1971, 1977, 1981 |
| Tiger Woods         | 5       | 2              | 1997, 2001, 2002, 2005, 2019       | 2007, 2008             |
| Arnold Palmer       | 4       | 2              | 1958, 1960, 1962, 1964             | 1961, 1965             |
| Sam Snead           | 3       | 2              | 1949, 1952, 1954                   | 1939, 1957             |
| Gary Player         | 3       | 2              | 1961, 1974, 1978                   | 1962, 1965             |
| Phil Mickelson      | 3       | 1              | 2004, 2006, 2010                   | 2015                   |
| Jimmy Demaret       | 3       | –              | 1940, 1947, 1950                   |                        |
| Nick Faldo          | 3       | –              | 1989, 1990, 1996                   |                        |
| Ben Hogan           | 2       | 4              | 1951, 1953                         | 1942, 1946, 1954, 1955 |
| Tom Watson          | 2       | 3              | 1977, 1981                         | 1978, 1979, 1984       |
| Byron Nelson        | 2       | 2              | 1937, 1942                         | 1941, 1947             |
| Seve Ballesteros    | 2       | 2              | 1980, 1983                         | 1985, 1987             |
| Ben Crenshaw        | 2       | 2              | 1984, 1995                         | 1976, 1983             |
| José María Olazábal | 2       | 1              | 1994, 1999                         | 1991                   |
| Horton Smith        | 2       | –              | 1934, 1936                         |                        |
| Bernhard Langer     | 2       | –              | 1985, 1993                         |                        |
| Bubba Watson        | 2       | –              | 2012, 2014                         |                        |
| Scottie Scheffler   | 2       | –              | 2022, 2024                         |                        |

Datos actualizados: final torneo 2024.

### Títulos por nacionalidad
Nota *: en el caso de Estados Unidos indicados únicamente los vencedores múltiples.
| País              | Títulos | Campeones | Vencedores * |
| ----------------- | ------- | --------- | --- |
| Estados Unidos    | 64      | 39        | Jack Nicklaus (6), Tiger Woods (5), Arnold Palmer (4), Jimmy Demaret (3), Sam Snead (3), Phil Mickelson (3), Horton Smith (2), Byron Nelson (2), Ben Hogan (2), Tom Watson (2), Ben Crenshaw (2), Bubba Watson (2), Scottie Scheffler (2) |
| España            | 6       | 4         | Seve Ballesteros (2), José María Olazábal (2), Sergio García (1) y Jon Rahm (1) |
| Sudáfrica         | 5       | 3         | Gary Player (3), Trevor Immelman (1) y Charl Schwartzel (1) |
| Inglaterra        | 4       | 2         | Nick Faldo (3) y Danny Willett (1) |
| Alemania          | 2       | 1         | Bernard Langer (2) |
| Escocia           | 1       | 1         | Sandy Lyle |
| Gales             | 1       | 1         | Ian Woosnam |
| Fiyi              | 1       | 1         | Vijay Singh |
| Canadá            | 1       | 1         | Mike Weir |
| Argentina         | 1       | 1         | Ángel Cabrera |
| Australia         | 1       | 1         | Adam Scott |
| Japón             | 1       | 1         | Hideki Matsuyama |
| Irlanda del Norte | 1       | 1         | Rory McIlroy |

Datos actualizados: final torneo 2025

## Estadísticas
Para un completo resumen estadístico del torneo véase Estadísticas del Masters de Augusta
- Ganador más joven: Tiger Woods (1997) con 21 años y 104 días.[11]
  - Ganador internacional más joven:  Seve Ballesteros (1980) con 23 años y 4 días.[11]
- Ganador de mayor edad: Jack Nicklaus (1986) con 46 años y 82 días.[11]
  - Ganador internacional de mayor edad:  Gary Player (1978) con 42 años y 159 días.[11]
- Más amplio margen de victoria: 12 golpes, Tiger Woods (1997).
- Mayor número de golpes para ganar el torneo: 289 (+1), Sam Snead (1954), Jack Burke Jr. (1956) y Zach Johnson (2007).
- Menor número de golpes para ganar el torneo: 268 (-20), Dustin Johnson (2020).
- Mayor número de cortes pasados: 37, Jack Nicklaus.[n 2]
- Mayor número de cortes consecutivos pasados: 24, Tiger Woods (desde 1997 hasta 2024).[n 3]
- Mayor número de participaciones: 52, Gary Player.